# Manicaragua
Manicaragua è un comune di Cuba, situato nella provincia di Villa Clara. 
È una delle quattro municipalità più grandi dell'isola.